# لين توماس (محررة)
لين إم. توماس (بالإنجليزية: Lynne M. Thomas) هي أمينة مكتبة، محررة، وبودكاستر أمريكية. حصلت على إحدى عشرة جائزة هوغو في مجال التحرير والبودكاست ضمن أدب الخيال العلمي. تُعرف على نطاق واسع كناشرة مشاركة ورئيسة تحرير مشاركة لمجلة Uncanny Magazine الفائزة بجائزة هوغو، والتي تديرها مع زوجها مايكل ديميان توماس.
بحلول عام 2023، ومع فوزها الإحدى عشر، أصبحت توماس tied مع الكاتبة كوني ويليس من حيث أكثر النساء فوزًا بجائزة هوغو، واحتلت المركز السادس على الإطلاق بين جميع الفائزين في تاريخ الجائزة.

## الجدول الزمني لمسيرتها
| السنة       | الحدث                                            |
| ----------- | ------------------------------------------------ |
| العقد 2000s | بداية نشاطها كمحررة في مجال الخيال العلمي        |
| 2013        | شاركت في تحرير مشاريع بودكاست مرتبطة بأدب الخيال |
| 2014        | تأسيس مجلة Uncanny مع زوجها مايكل ديميان توماس   |
| 2015–2023   | الفوز المتكرر بجائزة هوغو عن التحرير والبودكاست  |

## الجوائز والتكريمات
- فازت بـ 11 جائزة هوغو حتى عام 2023، عن فئات التحرير وأفضل بودكاست[11].
- تعادل الرقم القياسي مع كوني ويليس كأكثر النساء فوزًا بالجائزة.
- تحتل المرتبة السادسة على الإطلاق بين جميع الفائزين بجائزة هوغو.

### قائمة الجوائز (جائزة هوغو)
| السنة | الفئة                             | العمل/المنشور            |
| ----- | --------------------------------- | ------------------------ |
| 2015  | أفضل مجلة نصف شهرية أو شبه محترفة | Uncanny Magazine         |
| 2016  | أفضل مجلة نصف شهرية أو شبه محترفة | Uncanny Magazine         |
| 2017  | أفضل مجلة نصف شهرية أو شبه محترفة | Uncanny Magazine         |
| 2018  | أفضل مجلة نصف شهرية أو شبه محترفة | Uncanny Magazine         |
| 2019  | أفضل مجلة نصف شهرية أو شبه محترفة | Uncanny Magazine         |
| 2020  | أفضل مجلة نصف شهرية أو شبه محترفة | Uncanny Magazine         |
| 2020  | أفضل بودكاست                      | Uncanny Magazine Podcast |
| 2021  | أفضل مجلة نصف شهرية أو شبه محترفة | Uncanny Magazine         |
| 2021  | أفضل بودكاست                      | Uncanny Magazine Podcast |
| 2022  | أفضل مجلة نصف شهرية أو شبه محترفة | Uncanny Magazine         |
| 2023  | أفضل مجلة نصف شهرية أو شبه محترفة | Uncanny Magazine         |

## الحياة الشخصية
تعيش لين إم. توماس في الولايات المتحدة مع زوجها مايكل ديميان توماس، الذي يُشاركها في إدارة مجلة Uncanny. ويُعرف عنها نشاطها في دعم مجتمع الخيال العلمي والفانتازيا عبر البودكاست والمهرجانات الأدبية.